# Петро Опалінський (крайчий коронний)
Петро Опалінський (пол. Piotr Opaliński; 22 червня 1566 — 21 жовтня 1600) — державний діяч, урядник Королівства Польського в Речі Посполитій.

## Життєпис
Походив з польського шляхетського роду Опалінських гербу Лодзя. Старший син Анджея Опалінського, генерального старости великопольського, і Катерини Косцелецької. Народився 1566 року. Замолоду одружився з представницею роду Сенявських. Втім вона невдовзі померла.
1588 року призначається крайчим великим коронним. Отримав староства наклоське, гнезненське, рогатинське, вольпенське. 1591 року вдруге одружився — з представницею роду Зборовських. Помер 1600 року.

## Родина
1.Дружина — Ельжбета, донька Миколи Сенявського, польного гетьмана коронного.
Дітей не було.
2. Дружина — Ельжбета, донька Яна Зборовського, польного гетьмана коронного.
Діти:
- Ельжбета, дружина Якуба Росторовського, каштеляна Перемишля
- Катерина (1596—1625), дружина: 1) Дмитра Вейхера, каштеляна Гданська; 2) Герарда Денгоффа, воєводи поморського
- Анджей (1599—1625)
- Ян Петро (1601—1665), воєвода підляський, каліський